# Parodi Ligure
Parodi Ligure (piemontesisch Paròd Ligurin, ligurisch Parodi, im lokalen Dialekt Paódi) ist eine italienische Gemeinde (comune) mit 589 Einwohnern (Stand 31. Dezember 2023) in der Provinz Alessandria, Region Piemont. 

## Geographie
Die Gemeinde Parodi Ligure liegt knapp 40 km südlich von der Provinzhauptstadt Alessandria auf einer Höhe von 330 m s.l.m., in den letzten hügeligen Ausläufer des ligurischen Apennins. Das Gemeindegebiet umfasst eine Fläche von 12,5 km². Zur Gemeinde gehören auch die Fraktionen Cadepiaggio, Ca di Massa, Cadegualchi, Tramontana und Tramontanino. 
Die Nachbargemeinden sind Bosio, Gavi, Montaldeo, Mornese und San Cristoforo.

Lage von Parodi Ligure in der Provinz Alessandria

## Geschichte
Erstmals wurde es 973 erwähnt als Palode, seinerzeit im Besitz eines Markgrafen Hildebrand (Ildebrando). Es kam dann an die Markgrafen aus dem Hause der Obertenghi. 1033 gründeten Benediktiner aus dem Kloster Santa Maria di Castiglione in Parma die kleine Tochterabtei San Remigio im Tal bei Parodi. Im 11. Jahrhundert wurde auf dem höchsten Felsvorsprung über dem Dorf eine Burg errichtet, in der mindestens fünf Generationen von Feudalherren aufeinander folgten, die den Titel Marchese di Parodi trugen und eine der Nachfahrenlinien der Otbertiner waren. In der Mitte des 12. Jahrhunderts wurde die Burg mit einer Ringmauer versehen, weshalb der Burgstall bis heute Reguardia genannt wird. Von der Burg selbst ist wenig erhalten.
Die Markgrafen, die von den Obertenghi abstammten, regierten ein weiträumiges Territorium, das an die Republik Genua grenzte. Im Jahr 1148 wurde der Markgraf Alberto von Parodi, der von den Herren von Castelletto gefangen gehalten wurde, dank der Intervention der Genueser freigelassen, doch erhielten diese im Gegenzug die Lehnshoheit über seine Grundherrschaft. Ab 1223 gehörte Parodi endgültig zur Republik Genua. 
Bis Mitte des 19. Jahrhunderts blieb Parodi administrativ mit Genua verbunden. 1859 kam die Provinz Novi, zu der Parodi gehörte, an die Provinz Alessandria. 1873 wurde der Name der Gemeinde von Parodi in Parodi Ligure geändert, um an die historischen Verbindungen zu Genua zu erinnern.

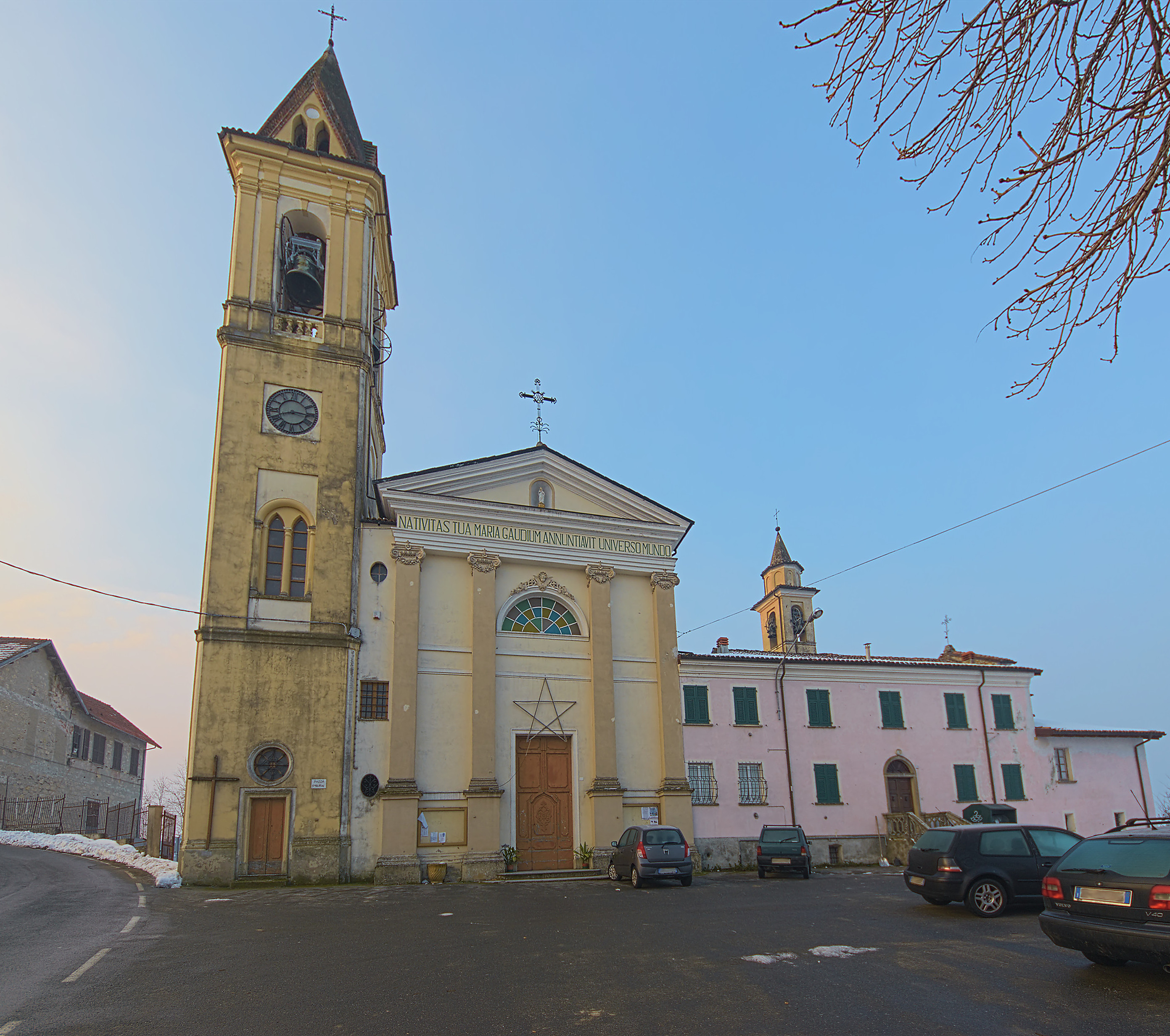
Kirche Santa Maria in Tramontana
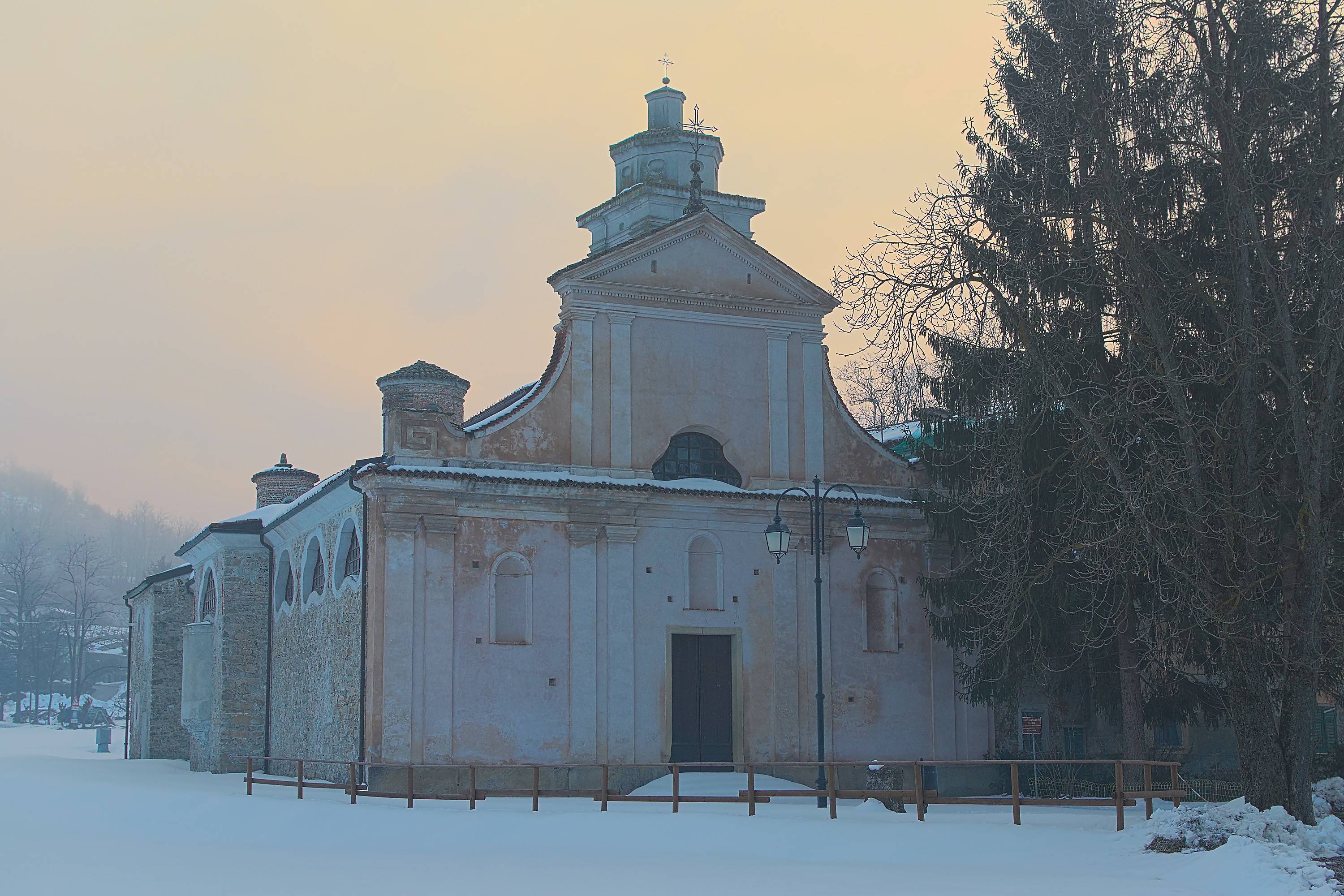
Klosterkirche San Remigio
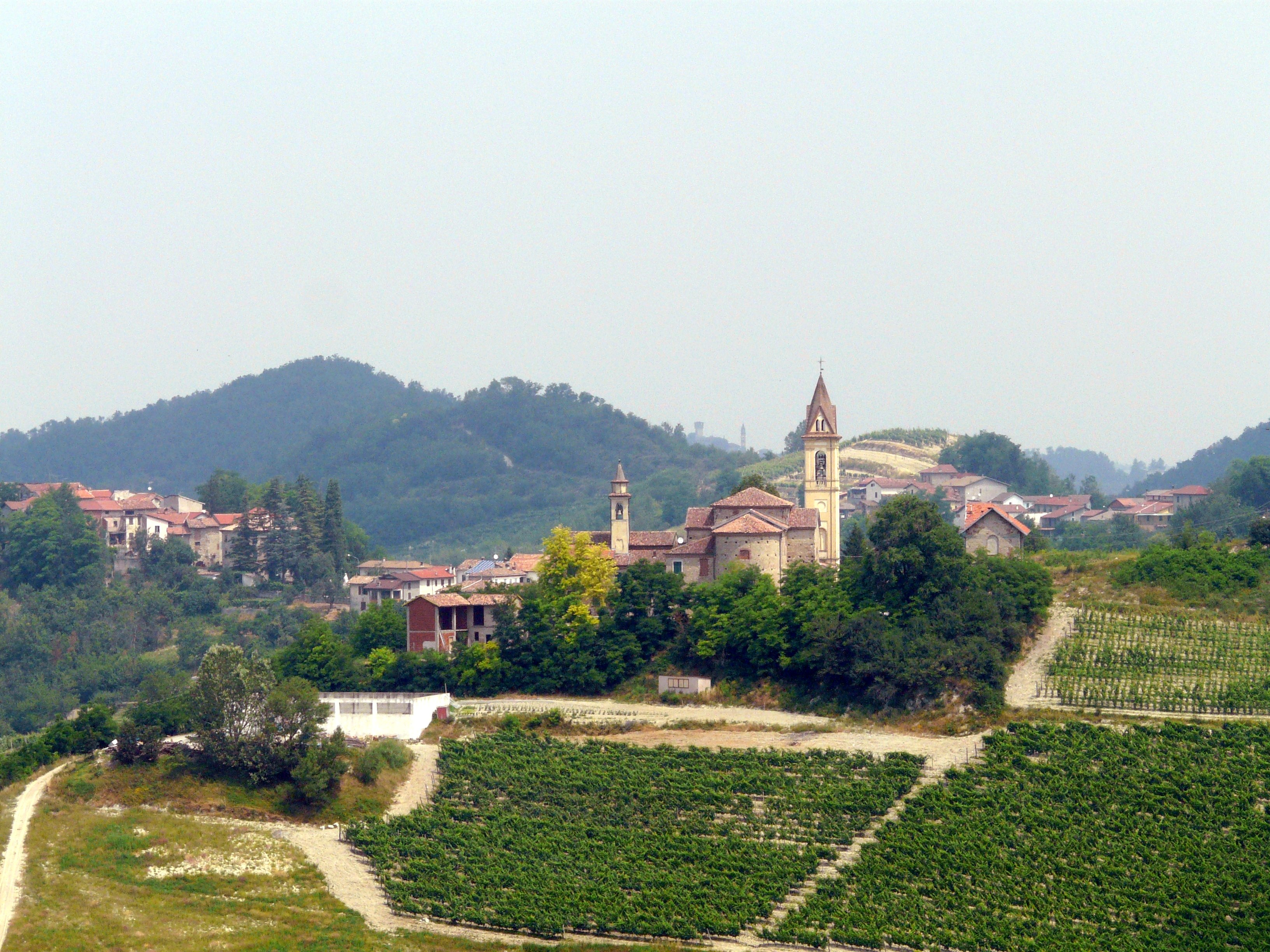
Ortsteil Tramontana

## Persönlichkeiten
- Giovanni Battista Carlone (fl. 17. Jahrhundert), Maler

## Weinbau
In Parodi Ligure werden Reben für den Dolcetto d’Ovada, einen Rotwein mit DOC-Status angebaut. Die Beeren der Rebsorten Spätburgunder und/oder Chardonnay dürfen zum Schaumwein Alta Langa verarbeitet werden.